# ديربي (فيرمونت)
ديربي (بالإنجليزية: Derby, Vermont)‏ هي بلدة تقع في مقاطعة أورليانز (فيرمونت) بولاية فيرمونت في الولايات المتحدة. تأسست عام 1955، تبلغ مساحتها 149.2 (كم²)، وترتفع عن سطح البحر 307 م، بلغ عدد سكانها 4604 نسمة في عام 2000 حسب إحصاء مكتب تعداد الولايات المتحدة وتصل الكثافة السكانية فيها 35.8 نسمة/كم2.

## أعلام
- ويليام تايلر
- تشارلز كيندال آدامز
- حيرام بيل
- جون ثورنتون
- تشارلز كارول كولبي
- لوسيان بونابرت تشيس

## وصلات خارجية
- The US50 - Cities and Towns in Vermont State
- Vermont Cities and Towns, Facts, Map, Flag, Colleges, Government, and More